# Los Angeles Rams 1957
La stagione 1957 dei Los Angeles Rams è stata la 20ª della franchigia nella National Football League e la 12ª a Los Angeles La squadra stabilì un record NFL per il pubblico presente alle partite del 1957, giocando di fronte a 1.051.106 tifosi, incluse le partite in trasferta e le gare di pre-stagione. Stabilì inoltre un record per una singola partita, quando al Los Angeles Memorial Coliseum il 10 novembre per la sfida contro i rivali statali dei San Francisco 49ers accorsero 102.368 spettatori.
Questa stagione fu l'ultima con l'uniforme dei Rams per il quarterback Hall of Famer Norm Van Brocklin, titolare della squadra sin dal 1950.

## Calendario
| Stagione regolare |                        |           |
| Turno             | Avversario             | Risultato |
| 1                 | Philadelphia Eagles    | V 17–13   |
| 2                 | at San Francisco 49ers | S 23–20   |
| 3                 | at Detroit Lions       | S 10–7    |
| 4                 | at Chicago Bears       | S 34–26   |
| 5                 | Detroit Lions          | V 35–17   |
| 6                 | Chicago Bears          | S 16–10   |
| 7                 | San Francisco 49ers    | V 37–24   |
| 8                 | at Green Bay Packers   | V 31–27   |
| 9                 | at Cleveland Browns    | S 45–31   |
| 10                | at Baltimore Colts     | S 31–14   |
| 11                | Green Bay Packers      | V 42–17   |
| 12                | Baltimore Colts        | V 37–21   |

## Classifiche
| NFL Western Conference |   |   |   |      |      |     |     |     |
|                        | V | S | P | %    | CONF | PF  | PS  | STR |
| Detroit Lions          | 8 | 4 | 0 | .667 | 6–4  | 251 | 231 | V3  |
| San Francisco 49ers    | 8 | 4 | 0 | .667 | 7–3  | 260 | 264 | V3  |
| Baltimore Colts        | 7 | 5 | 0 | .583 | 6–4  | 303 | 235 | S2  |
| Los Angeles Rams       | 6 | 6 | 0 | .500 | 5–5  | 307 | 278 | V2  |
| Chicago Bears          | 5 | 7 | 0 | .417 | 4–6  | 203 | 211 | S1  |
| Green Bay Packers      | 3 | 9 | 0 | .250 | 2–8  | 218 | 311 | S3  |

Nota: I pareggi non venivano conteggiati ai fini della classifica fino al 1972.